# Glenn McClelland
Glenn (Macdogg) McClelland es un teclista estadounidense de rock y jazz.
Comenzó su carrera profesional tocando el piano en solitario. Trabajó con músicos de blues, como Sonny Rhodes y Johnny Copeland, y de jazz, como Richie Cole. En 1987 se incorporó a la banda de jazz rock Blood, Sweat & Tears, permaneciendo con ellos hasta 1993. En 1996 graba con David Clayton-Thomas su disco Blue plate special. Volverá con Blood, Sweat & Tears en 1998, aunque a continuación los deja para incorporarse al grupo de rock alternativo Ween, con quienes permanece hasta 2005, realizando con ellos tres giras mundiales y grabando 5 álbumes.
Ese mismo año, 2005, vuelve a entrar en Blood, Sweat & Tears, con quienes permanece en la actualidad, aunque eventualmente sigue colaborando con Ween. Paralelamente mantiene su papel de cantante y teclista en una banda llamada Scott Rednor and Band.